# جستجوگر اوقات فراغت
 جستجوگر اوقات فراغت یا جوینده اوقات فراغت (به انگلیسی: The Leisure Seeker) فیلمی محصول سال ۲۰۱۸ و به کارگردانی پائولو ویردزی است. در این فیلم بازیگرانی همچون هلن میرن، دونالد ساترلند، کریستیان مک‌کی، جنل ملونی، دینا آیوی، دیک گرگوری، کریستی میچل و رابرت پرالگو ایفای نقش کرده‌اند.